# Едеркварт
Едеркварт (нім. Oederquart) — громада в Німеччині, розташована в землі Нижня Саксонія. Входить до складу району Штаде. Складова частина об'єднання громад Нордкедінген.
Площа — 37,1 км2. Населення становить 1046 ос. (станом на 31 грудня 2021).

## Галерея

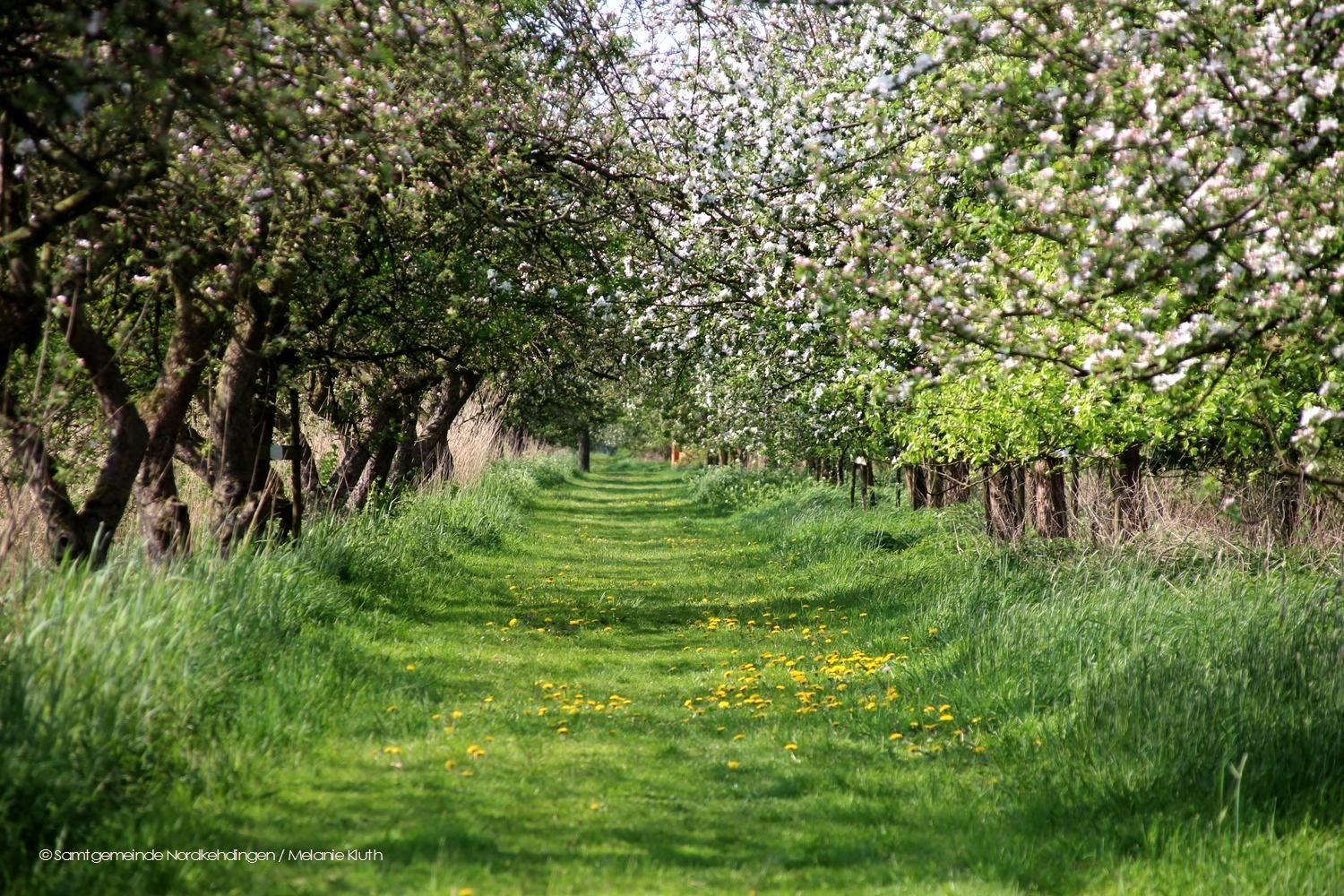